# Après toi
«Après toi» (en español: «Después de ti») es una canción interpretada por la cantante griega Vicky Leandros que ganó el Festival de la Canción de Eurovisión 1972 representando a Luxemburgo. El cocompositor de la canción es el padre de Leandros, Leandros Papathanasiou, también conocido como Leo Leandros, bajo su seudónimo Mario Panas. Esta fue la segunda canción de Vicky Leandros en el concurso: anteriormente había sido cuarta en la edición de 1967 con la canción «L'amour est bleu».
«Après toi» es una balada dramática en la que la cantante le dice a su amante lo que le ocurrirá cuando la deje por otra mujer: «Después de ti no seré más que la sombra de tu sombra». 
En Eurovisión, la canción fue interpretada en 17.º lugar. Al final de la votación había recibido 128 puntos, acabando en primer lugar de 18 participantes.
La traducción al inglés del tema, de título «Come What May» y grabado por Leandros, llegó al número 2 en la lista oficial de ventas del Reino Unido. Leandros también grabó la canción en italiano («Dopo te»), alemán («Dann kamst du»), español («Y después»), griego («Mono esi») y japonés («Omoide ni ikiru»).
La canción ha sido versionada también por numerosos artistas, entre ellos por Paloma San Basilio ("Si te vas»).

## Posicionamiento

### Gráfica semanal
| Gráfica (1972)                          | Pico de posición |
| --------------------------------------- | ---------------- |
| Alemania (Official German Charts)       | 11               |
| Australia (Kent Music Report)           | 23               |
| Bélgica (Flandes) (Ultratop 50 Singles) | 1                |
| Bélgica (Valonia) (Ultratop 50 Singles) | 1                |
| Francia (IFOP)                          | 1                |
| Irlanda (Irish Singles Chart)           | 2                |
| Noruega (VG-lista)                      | 2                |
| Países Bajos (Nederlandse Top 40)       | 1                |
| Países Bajos (Single Top 100)           | 1                |
| Reino Unido (UK Singles Chart)          | 2                |
| Sudáfrica (Springbok Radio)             | 1                |
| Suiza (Schweizer Hitparade)             | 1                |

### Gráfica de fin de año
| Gráfica (1972)                          | Pico de posición |
| --------------------------------------- | ---------------- |
| Bélgica (Flandes) (Ultratop 50 Singles) | 16               |
| Francia (IFOP)                          | 14               |
| Países Bajos (Nederlandse Top 40)       | 6                |
| Países Bajos (Single Top 100)           | 10               |
| Sudáfrica (Springbok Radio)             | 11               |